# 颱風鸚鵡 (2008年)
颱風鸚鵡（國際編號：0812，聯合颱風警報中心編號：13W，菲律賓大氣地球物理和天文服務管理局：Karen），是2008年太平洋颱風季第12個被命名的熱帶氣旋。「鸚鵡」是由馬來西亞所提供的名稱，指的是馬來語名稱指一種藍色冠羽的鸚鵡。此名字第一次使用，取代重創南韓導致需要退役的露莎。
鸚鵡在西北太平洋形成後穩定西進並發展為一股成熟的颱風，擦過菲律賓呂宋北岸後移入南海並開始採取偏西北路徑，直指珠江口一帶而行。最終鸚鵡成為繼2007年強烈熱帶風暴帕布後，首個登陸香港的熱帶氣旋，雖然在登陸一刻確定已失去颱風強度，但是鸚鵡在香港上空環流重整，移動迂迴曲折，導致香港天文台發出的九號熱帶氣旋警告信號刷新歷來最長紀錄。

## 發展過程
鸚鵡於2008年8月17日傍晚在香港東南偏東約2500公里的西北太平洋上形成一熱帶低氣壓，並向西移動。它在風切變微弱環境下於8月18日早上增強為熱帶風暴，當日在傍晚再增強為強烈熱帶風暴，8月19日進一步增強為颱風。副熱帶高壓脊處於鸚鵡之北方，引導它向西北偏西移動。
8月20日，鸚鵡橫過巴林坦海峽，當日傍晚進入南海。受呂宋地形影響，鸚鵡當日路徑採取偏西路徑。同時鸚鵡開始受到強烈的垂直風切變影響，雲團切離到南部，但華南及南海北部因為青藏高氣壓的關係吹東北偏東風，這些風力為鸚鵡帶來非常好的輻散，加上南海水溫高，因此鸚鵡只是緩慢減弱。8月21日傍晚鸚鵡在東沙群島附近掠過，由於華南的副熱帶高壓脊東移和西太平洋的副熱帶高壓重新接合，令它轉向西北移動。
當晚垂直風切變稍為減弱，令鸚鵡大致維持強度。然而日本氣象廳、聯合颱風警報中心等機構均先後把鸚鵡降格為一強烈熱帶風暴；香港天文台、澳門氣象局和中國國家氣象中心則仍把鸚鵡定為颱風，但只有颱風下限之風力（每小時120公里）。
翌日上午鸚鵡直指香港而行，鸚鵡於8月22日下午4時50分左右在香港東部西貢區香港科技大學附近登陸，並減弱為強烈熱帶風暴。受到地形影響，鸚鵡的環流重整，原有的中心向西北移動並迅速消散，一個新的中心在將軍澳附近形成，並轉向西移動，經過維多利亞港東部及九龍半島南部，並在香港天文台總部以南1公里內掠過。隨後鸚鵡的中心經過青衣島以南，然後向北移動，傍晚時橫過大嶼山東北部、屯門及元朗。當天晚上鸚鵡橫過后海灣，在晚上8時15分在深圳福田第二次登陸，然後再橫過珠江口，隨後在廣州南沙附近第三次登陸 ，中國中央氣象台則認為於晚上8時10分在廣東中山南朗鎮第三次登陸。8月23日凌晨鸚鵡減弱為熱帶風暴，當日早上減弱為熱帶低氣壓，早上較後時間在廣東減弱為一低壓區。

## 影響

### 菲律賓
鸚鵡在菲律賓造成7死3傷1失蹤，也導致超過4,000人受災。另外，鸚鵡帶來的破壞造成370萬披索的損失。

### 臺灣
當地發佈之颱風警報：海上颱風警報
中央氣象局在8月19日上午11時半，對中度颱風鸚鵡進入巴士海峽發出海上颱風警報。至鸚鵡遠離巴士海峽，氣象局在8月21日早上8時半解除所有颱風警報。

### 香港
- 當地發出之最高熱帶氣旋警告信號： 九號烈風或暴風風力增強信號
- 最接近當地時間：2008年8月22日下午5時20分
- 最接近當地位置：香港天文台總部以南不足1公里（掠過香港境內；歷來第二接近天文台總部的熱帶氣旋）

#### 直指珠江口
在鸚鵡逼近香港前，香港天文台曾多次發出酷熱天氣警告及雷暴警告。隨著鸚鵡進入香港800公里範圍，天文台於8月20日下午6時15分發出一號戒備信號，當時鸚鵡集結在香港之東南偏東約750公里。天文台指，鸚鵡接近中心最高持續風速達每小時148公里，為其強度顛峰，直逼香港天文台新熱帶氣旋分級的颱風及強颱風強度交界。當時天文台對鸚鵡的預測路徑已非常接近香港，預料在香港東面150公里或以內登陸，而翌日（21日）天文台的預測路徑更進一步向西調整至可能在距離香港100公里內掠過，其中心更可能由東南向西北橫掃香港境內，對香港構成重大威脅。
在8月21日早上，一號信號生效期間，多則假冒貨櫃碼頭和航空公司的虛假「風暴消息」透過互聯網和短訊傳遍香港，其中一則更言之鑿鑿地列明天文台發出各熱帶氣旋警告信號之實際時間，包括於22日上午10時發出九號熱帶氣旋警告信號，不過與最終實際發出信號之時間，以及八號信號之方向均有落差。天文台高級科學主任甄榮磊澄清，天文台沒有向任何機構發出有關風暴訊息，呼籲市民應留意天文台發放有關颱風鸚鵡的資訊。
鸚鵡繼續穩定移向珠江口一帶，天文台於21日晚上8時40分發出三號強風信號，當時鸚鵡集結在香港之東南約310公里。此時鸚鵡減弱，接近中心最高持續風速下降至每小時120公里，約等於天文台熱帶氣旋分級的颱風強度下限。當日香港大致吹和緩至清勁偏北風，傍晚時香港東南部海域開始吹偏北強風。天文台指出，鸚鵡會在翌日（22日）下午至晚間相當接近香港，發出八號信號機會不能排除，但預計清晨發出的機會不大。然而隨著鸚鵡逼近，香港風力開始穩步上揚，加上鸚鵡仍保持颱風強度直逼香港，構成嚴重威脅，天文台在8月22日凌晨5時50分發出「熱帶氣旋之特別報告」，宣佈將在早上8時前發出八號熱帶氣旋警告信號，並在早上7時40分發出八號西北烈風或暴風信號，當時鸚鵡集結在香港之東南約140公里。當日早上香港多處地區受偏北強風影響，離岸及高地吹烈風，陣風間中達到暴風程度。

#### 橫掃香港
隨着鸚鵡在22日上午11時左右開始正面吹襲香港，境內風力進一步增強，廣泛地區受偏北烈風影響，西貢、橫瀾島、青洲等更在下午初段錄得暴風。天文台在上午10時45分表示下午可能需要發出更高熱帶氣旋警告信號，並在下午12時45分表示短期內發出更高信號。天文台在下午1時40分發出九號烈風或暴風風力增強信號，當時颱風鸚鵡集結於香港天文台總部之東南偏東約40公里。是次為2003年颱風杜鵑正面吹襲香港後，近5年以來首次發出九號熱帶氣旋警告信號。及後天文台表示，若鸚鵡路徑及強度不變，預料其中心將會橫過香港，屆時可能需要發出十號颶風信號。

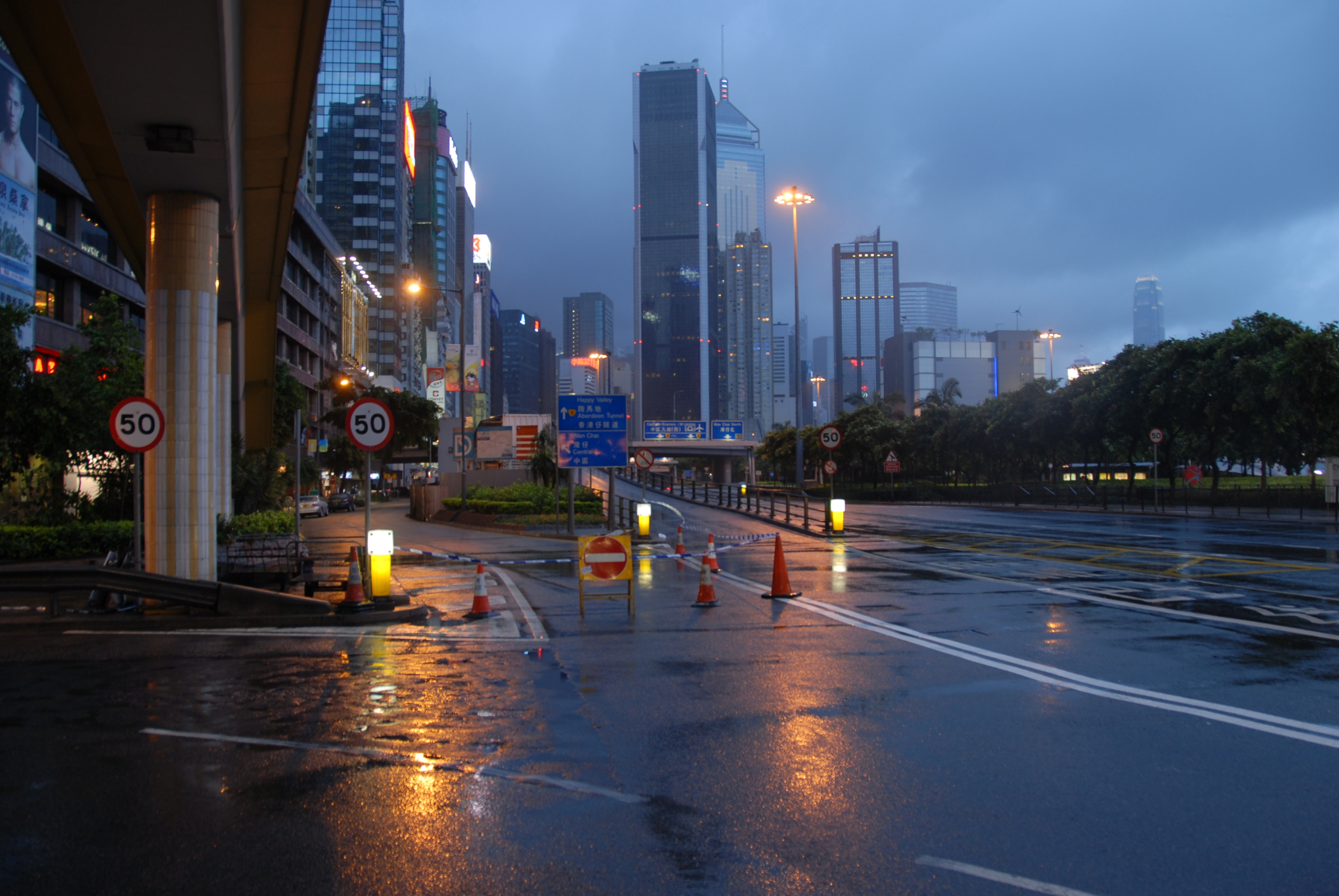
鸚鵡吹襲香港時的情況

鸚鵡於下午4時50分減弱為強烈熱帶風暴並在西貢香港科技大學登陸，因此十號信號沒有發出。受香港山多平地少的地形影響，鸚鵡登陸後立即出現環流重整，原有的中心繼續向西北移動並迅速消散，一個新的中心在將軍澳附近形成，並轉向西移動橫過市區，未有如天文台預測般經過新界東部。該中心經過觀塘、維多利亞港東部海域及尖沙咀天星碼頭上空，並於下午5時20分最接近天文台總部，在天文台總部以南1公里內掠過。這標誌著鸚鵡是戰後有紀錄以來第二接近天文台總部的熱帶氣旋，僅次於直接掠過天文台總部上空的1961年颱風愛麗斯及1968年颱風雪麗。隨後鸚鵡的中心經過青衣以南水域，然後轉向北移動，傍晚時橫過迪士尼樂園上空、大欖及元朗。當晚鸚鵡橫過后海灣，離開香港，進入深圳西部及珠江口，隨後在南沙附近再作登陸。鸚鵡掠過香港期間，全港吹旋風，但受風眼影響，風力一度急降至強風程度以下；隨後鸚鵡離開香港境內，香港轉吹偏南風，風勢極速回升至暴風程度。風力極速回升的趨勢由香港東南部地區開始，並逐漸擴展至香港南部，再於在鸚鵡移至深圳及珠江口一帶時遍及全港。當鸚鵡的風眼開始離開香港時，橫瀾島在其東南眼壁影響期間曾錄得每小時129公里之颶風程度最高10分鐘平均風速。
當晚9時45分，天文台表示在翌日（8月23日）清晨才會改發較低熱帶氣旋警告信號；但在晚上11時45分卻改指「短時間內改發八號信號」。8月23日午夜後，鸚鵡逐步遠離香港，境內偏南暴風普遍減弱，天文台在8月23日凌晨12時40分改發八號西南烈風或暴風信號，當時鸚鵡位於天文台總部之西北約100公里。其後香港風力因鸚鵡加速遠離而迅速減弱，天文台再於凌晨2時40分改發三號強風信號，當時鸚鵡集結在香港之西北偏西約130公里，並減弱為熱帶風暴。鸚鵡於大約上午9時減弱為熱帶低氣壓，香港天文台於上午9時40分改發一號戒備信號。隨著鸚鵡減弱為低壓區，天文台在上午11時15分取消所有熱帶氣旋警告信號。當日凌晨1時至5時，港鐵機場快綫提供特別的通宵列車服務；同日上午，屯門公路、香港國際機場和大欖隧道往港島和葵涌道交通因大量中重型貨櫃車趕到葵青貨櫃碼頭進行交收導致嚴重癱瘓。
由於鸚鵡風眼較大，加上登陸後在境內移動迂迴曲折，九號信號歷時11小時，打破颱風維克托在1997年創下之6小時50分鐘的紀錄，是1931年香港熱帶氣旋警告信號改制後，生效時間最長的九號信號；但同時亦創下最短的八號西南信號紀錄，歷時只有2小時。鸚鵡襲港期間，天文台測風網絡8個指定自動氣象站全部錄得強風，當中4個達烈風程度，其中2個更錄得暴風，代表三號及八號信號均達標，為2007年風季改變三號及八號信號準則，並採用此測風網絡以來第1次，亦是首次錄得全面強風以及有2站錄得暴風。青衣錄得每小時62.6公里（每秒17.4米）之最高10分鐘平均風速，由於只是小數位四捨五入後達到烈風下限，因此事後在天文台颱風鸚鵡報告中，青衣錄得烈風之時間沒有紀錄。西貢錄得最高10分鐘平均風速為每小時96公里，為繼1999年颱風約克掠過香港以來最猛烈，沙田亦錄得最高10分鐘平均風速為每小時55公里，亦為天文台自2007年採用此測風網絡後最高紀錄，上述兩者的紀錄直至2018年才被超強颱風山竹超越。風暴期間，長洲、西貢、機場、青衣、沙田、啟德、濕地公園及打鼓嶺錄得最高10分鐘平均風速分別為每小時99、96、83、63、55、54、48及45公里。
在九號熱帶氣旋警告信號生效期間，所有學校停課，交通接近全面癱瘓。東鐵綫一列車在大圍站附近被一棵遭強風吹斷的大樹壓中，幸無人受傷。該路段一度要實施單軌雙程行車，但由於風暴下列車班次較疏落，對服務並無大影響。民政事務總署則在風暴期間開放27間臨時庇護站供有需要市民使用。一名東亞銀行投資部經理因在港島大浪灣滑浪而失蹤，數日後屍體在小西灣藍灣半島對出海面撈出，風暴共造成2死、112傷。

#### 「清晨」爭議
香港天文台8月21日晚預料22日清晨發出八號信號機會不大，其後於22日凌晨5時50分宣佈早上8時或之前發出八號信號，並於當天早上7時40分發出八號西北烈風或暴風信號，部分需要上早班的離島市民已乘船往市區，抵達市區後才發現快將發出八號信號，又要匆匆趕乘尾班船折返離島家中，有人覺得此舉對他們引起不便。另外，香港天文台於22日晚九號信號生效期間，曾預計23日清晨才會改發較低信號，引致部份周六（23日）需要上班的市民誤以為將會繼續停工，而未有及早入睡準備上班，不過於8月23日凌晨12時40分，便已改發八號西南烈風或暴風信號。而天文台於凌晨1時45分發出之最新天氣報告指：「鸚鵡正逐漸遠離香港及繼續減弱，但預計八號烈風或暴風信號會在清晨時份繼續生效」，未有表示「短時間內改發三號信號」，豈料55分鐘後的2時40分便改發三號信號。有網民不能接受要上班現實，因此電郵向天文台投訴。而事實上改發三號信號後的1小時內，8個參考自動氣象站之中，長洲和機場仍受烈風影響。
時任台長林超英事後辯稱，指他理解的「清晨」是指午夜後1時到4時，並解釋「清晨」、「黎明」及「上午」的定義，且拒絕認錯。但據專家解釋，「清晨」是指日出以後的時間。由此，台長接下來數天翻查眾辭典，希望證明天文台的說法是有根據的，並於台長網誌刊出。事後有人認為，天文台的新聞稿是先發出英文版本，再翻譯成中文版本，在翻譯過程中誤把「early morning」譯作「清晨」（以大眾理解，early morning是包括凌晨與清晨，而清晨則被了解為日出時份）；然而林超英任職助理台長時已把天氣預報改革為先公佈中文版本，再譯為英文，因此這論點不能成立。雖則林超英最後證明「清晨」和「凌晨」兩者相同不是完全錯誤，但也決定尊重市民認為「清晨」意義模糊的意見，把「清晨」從天文台工作詞彙剔除，以後午夜後至日出前的時間一律以「凌晨」表示。自此之後，在天文台的「熱帶氣旋警告」再沒有「清晨」一詞的出現。不過亦有人覺得天文台無論如何處理，也總會有人受到影響，這些人只是為罵而罵。
此外亦有網民質疑22日鸚鵡登陸香港西貢前，香港天文台為何在大老山及橫瀾島2個自動氣象站錄得颶風風力的情況下，匆匆把鸚鵡降級為強烈熱帶風暴，質疑此舉是否為不發出十號颶風信號的藉口。經事後查證，這屬無理的指控，因為那位網民並沒有把大老山的高度影響計算在內，把其當作成海平面風速，是一大謬誤；另外海平面錄得颶風時間太短暫亦不足以令天文台發出十號信號，例如2003年颱風杜鵑正面吹襲香港時，流浮山錄得每小時120公里颶風，但僅持續數分鐘，天文台因而只維持九號信號。

### 澳門
- 當地懸掛之最高熱帶氣旋信號： 八號西北風球 /  八號西南風球
- 最接近當地時間：8月22日晚上10時
- 最接近當地位置：澳門氣象局總部之東北約60公里

地球物理暨氣象局於8月20日晚上8時懸掛一號風球，當時鸚鵡集結於澳門東南偏東約790公里。氣象局於8月22日凌晨12時30分懸掛三號風球；同日早上6時，鸚鵡集結於澳門東南偏東230公里，正以時速14公里向西北方向移動，在過去一段時間，鸚鵡的風力稍為減弱，移動速度亦有所減慢，氣象局預料，本澳於早上改掛八號風球的機會不大，但隨著鸚鵡進一步接近本澳，預料中午左右改掛八號風球的機會較大。隨後在早上10時多宣佈在下午12時半將改掛八號西北風球 ，在中午12時，鸚鵡集結於澳門東南偏東約140公里，在過去一小時，氣象局在大潭山錄得高平均風力時速51.6公里，最高陣風時速95.8公里。氣象局表示，澳門風勢將逐漸增強，雨勢會轉為頻密，預料鸚鵡將於今日下午至晚上最接近本澳，本澳今日大部份時間均會懸掛八號風球。此時澳門多處地方發生塌棚架或鋁窗墮下事故。其中新口岸凱旋門地盤棚架在大風中倒下；氹仔近花城、龍嵩街有鋁窗飛脫；黑沙環斜路近無比油站有鐵片搖搖欲墜；勞動街廣福祥第一座及炮兵馬路都有招牌鬆脫。在下午3時，颱風鸚鵡位於澳門以東100公里，預測以時速15公里向西北方面移動，趨向香港，氣象局預計鸚鵡在下午至晚間最接近澳門，但由於並非直接趨向本澳，預計暫時改掛更高風球的機會不大，在過去1小時，氣象局在大潭山錄得最高平均風力時速57公里，最高陣風時速110公里。下午5時，氣象局表示，颱風鸚鵡已減弱為強烈熱帶風暴，當時距離澳門以東90公里，以時速約15公里向西北移動，趨向香港。在過去1小時，友誼大橋氣象站錄得最高平均風力每小時50公里，最高陣風時速98公里。氣象局稱，鸚鵡會在下午至晚間最接近本澳，由於鸚鵡並非直接趨向澳門，本澳改掛更高風球機會不大。晚上7時，強烈熱帶風暴鸚鵡集結在澳門東北約80公里處，氣象局稱，鸚鵡在未來數小時最接近本澳，預料午夜前仍會維持8號風球。同日晚上8時改掛八號西南風球。此後鸚鵡進一步減弱為熱帶風暴並遠離澳門，於翌日凌晨12時半改掛三號風球，至上午11時除下所有熱帶氣旋警告信號。
8月22日晚上10至11時，澳門風力降至強風水平。但改掛三號風球後，各區風力重新增強，三條澳氹大橋均再次錄得烈風程度之風力，至23日凌晨3時方消退，顯示氣象局過早除下八號風球。

#### 雨量
| 氣象站         | 信號懸掛期間總雨量(毫米) |
| -------------- | ------------------------ |
| 大潭山         | 88.6                     |
| 嘉樂庇總督大橋 |                          |
| 友誼大穚(北)   |                          |
| 友誼大穚(南)   |                          |
| 大砲台山       | 82.2                     |
| 孫逸仙紀念公園 | 91.6                     |
| 路環分站       | 86.8                     |
| 九澳           | 84.4                     |
| 污水處理廠     | 84.6                     |
| 西灣大橋       |                          |

### 中國大陸
由於鸚鵡會正面吹襲珠江口，广东首次启动海浪红色警报並啟動防颱風應急預案一級，廣西壯族自治區亦啟動防禦颱風三級應急響應。沿岸地區出現七至八級大風，更出現五米多大浪，數以千計的漁船回港避風。鸚鵡在離開香港之後，橫渡后海灣，並橫過深圳的蛇口，再經珠江口北上，於中山市南朗鎮再度登陸，逼近廣州市，進入廣東省西部並消散。
從廣東省風力監測資料顯示，鸚鵡登錄時錄得的最大風力出現在深圳市。茂名、阳江、江门、珠海、惠东、汕尾等地普降暴雨到大暴雨，局部甚至達到特大暴雨，部分縣市過去一日累積降雨量達250毫米。
鸚鵡在廣東導致最少4人死亡，90萬人受災，直接經濟損失超過3.8億元，其中茂名的災情最嚴重。在茂名環城高速公路，一個10多噸重的指示牌被吹塌，打中1部汽車，3人死亡。另外，全省百多個地點，降雨量超過100毫米，其中江門台山市更超過400毫米。

## 熱帶氣旋警告使用紀錄

### 臺灣[58]
| 交通部中央氣象局 颱風警報 | 交通部中央氣象局 颱風警報 | 交通部中央氣象局 颱風警報 |
| ------------------------- | ------------------------- | ------------------------- |
| 上一熱帶氣旋              | 海上颱風警報              | 下一熱帶氣旋              |
|                           | 海上颱風警報              |                           |

### 香港
| 香港天文台 熱帶氣旋警告信號 | 香港天文台 熱帶氣旋警告信號 | 香港天文台 熱帶氣旋警告信號 |
| --------------------------- | --------------------------- | --------------------------- |
| 上一熱帶氣旋                | 一號戒備信號                | 下一熱帶氣旋                |
| 強烈熱帶風暴北冕            | 一號戒備信號                | 強颱風黑格比                |
| 強烈熱帶風暴北冕            | 三號強風信號                | 強颱風黑格比                |
| 強颱風風神                  | 八號西北烈風或暴風信號      | 颱風莫拉菲                  |
| 強颱風風神                  | 八號西南烈風或暴風信號      | 颱風莫拉菲                  |
| 強烈熱帶風暴北冕            | 八號烈風或暴風信號          | 強颱風黑格比                |
| 強颱風杜鵑                  | 九號烈風或暴風風力增強信號  | 颱風莫拉菲                  |

### 澳門
| 地球物理暨氣象局 熱帶氣旋信號 | 地球物理暨氣象局 熱帶氣旋信號 | 地球物理暨氣象局 熱帶氣旋信號 |
| ----------------------------- | ----------------------------- | ----------------------------- |
| 上一熱帶氣旋                  | 一號風球                      | 下一熱帶氣旋                  |
| 強烈熱帶風暴北冕              | 一號風球                      | 颱風黑格比                    |
| 強烈熱帶風暴北冕              | 三號風球                      | 颱風黑格比                    |
| 颱風杜鵑                      | 八號西北風球                  | 颱風海馬                      |
| 颱風杜鵑                      | 八號西南風球                  |                               |
| 強烈熱帶風暴北冕              | 八號風球                      | 颱風黑格比                    |

## 外部連結
- 最新[永久]日本氣象廳報告
- 最新聯合颱風警報中心報告
- 最新菲律賓大氣地理天文部門報告
- 最新 （页面存档备份，存于）中央氣象局報告
- 最新香港天文台路徑圖
- 最新深圳市气象局路径图
- 最新地球物理暨氣象局路徑圖
- 香港天文台颱風鸚鵡報告 （页面存档备份，存于）